# 사마르해

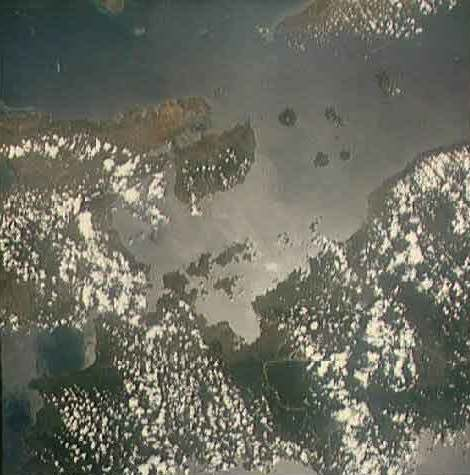
사마르해의 위성 사진

사마르해(영어: Samar Sea, 타갈로그어: Dagat Samar)는 필리핀 중부에 있는 루손섬과 비사야 제도에 사이에 있는 작은 해역이다.
동쪽으로 사마르섬, 남쪽으로 레이테섬, 서쪽으로는 마스바테섬, 북쪽으로는 루손섬이 있다. 북쪽에 있는 루손섬과 사마르섬 사이에 산베르나디노 해협을 통하여 필리핀해(태평양)에 연결되어 레이테만에 산후아니코 해협으로 이어진다. 남서쪽은 비사얀해, 북서쪽은 마스바테 해협과 티카오 해협을 통해 시부얀해에 이르게 한다.
사마르해의 남쪽에는 빌리란섬(빌리란주)이 떠 있다.

## 같이 보기
- 산베르나디노 해협
- 산후아니코 해협